# روبرت هومانز
روبرت هومانز (بالإنجليزية: Robert Homans)‏ مواليد 8 نوفمبر 1877 في مالدن، الولايات المتحدة - الوفاة 28 يوليو 1947 في لوس أنجلوس، هو ممثل أمريكي بدأ مسيرته الفنية سنة 1917. امتدت مسيرته الفنية لأكثر من 29 عاما.

## الأعمال
- بينرود وسام
- عناقيد الغضب
- لديها ما يلزم

## روابط خارجية
- روبرت هومانز على موقع IMDb (الإنجليزية)
- روبرت هومانز على موقع قاعدة بيانات برودواي على الإنترنت (الإنجليزية)
- روبرت هومانز على موقع قاعدة بيانات برودواي على الإنترنت (الإنجليزية)
- روبرت هومانز على موقع قاعدة بيانات الفيلم (الإنجليزية)